# Cementerio General de Tacna
El Cementerio General de Tacna es un cementerio ubicado en la ciudad de Tacna, capital de la región Tacna, y que es administrado por la Beneficencia Pública de Tacna.

## Historia
A comienzos de la época Republicana, las autoridades comunales y de la Sociedad de Beneficencia Pública de Tacna, considerando el aumento de la población y por razones sanitarias, dispusieron la creación de un nuevo cementerio, a una distancia conveniente del poblado, al noroeste de la ciudad, a las faldas del cerro Intiorko cerca a la desembocadura de la quebrada del Diablo. 
El cementerio se inauguró el 17 de agosto de 1848, en una época de oro de Tacna, en pleno auge del comercio que se mantenía con el Alto Perú y el norte argentino. Su construcción se debe a la iniciativa de uno de los sacerdotes más brillantes que llegaron a Tacna, el español Sebastián Ramón Sors (párroco y vicario de la ciudad) quien orienta y dirige la construcción; que también impulsó varias obras públicas y tuvo una actuación heroica atendiendo a los enfermos de la terrible fiebre amarilla que acabó con un tercio de la población tacneña, en 1868.
Los tacneños agradecidos erigieron un mausoleo, en el que reposan sus restos, con un busto que lo recuerda. Esta obra, construida en fino mármol, se inauguró el 29 de junio de 1885, apenas concluida la Guerra con Chile, en los primeros años del cautiverio de Tacna.
El 23 de julio de 1980, mediante resolución ministerial N° 0928-80-ED del Ministerio de Educación se declaró el Cementerio y su capilla como Monumentos Históricos del Perú.
Existen hermosas lápidas de tacneños, como también de extranjeros: Alemanes, ingleses, franceses, italianos, dinamarqueses, polacos, españoles, chilenos, y bolivianos entre otros.

## Personajes ilustres que descansan en el Cementerio General de Tacna
- Jorge Basadre Grohmann (Historiador peruano).
- Federico Barreto (Poeta y compositor peruano).
- Francisco de Paula González Vigil (Estadista peruano).
- Fortunato Zora Carvajal (Historiador y docente peruano).
- Marcelino Varela.
- Manuel Flores Calvo (fundador del pueblo de Pocollay).
- Sebastián Sors (sacerdote español fundador del Cementerio General de Tacna).